# 中山峠 (越前市)

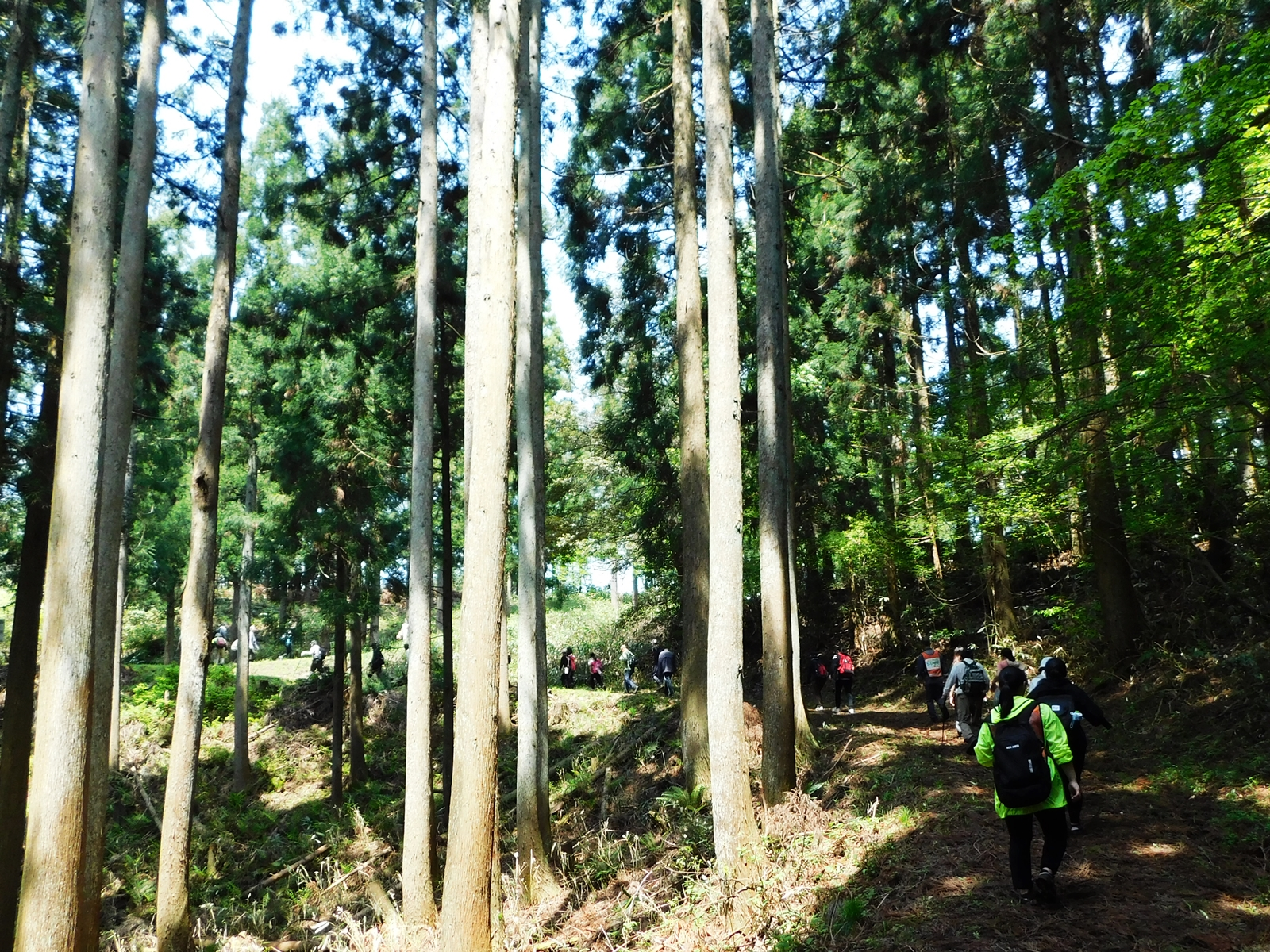
中山峠への登山道(馬借街道)
奥に見えている林道が峠付近、林道の下をトンネルが通っている

中山峠（なかやまとうげ）は、福井県越前市にある福井県道上の峠である。

## 概要
福井県道206号上に位置する標高408メートルの峠である。この峠の最大の特徴は、峠が移動され、かつ移動にともない改名されたという点にある。古くはこの峠道は1931年（昭和6年）に旧国道8号春日野隧道からの分岐路として開通し機能していたが、1968年（昭和43年）に現在の中山トンネルが開通し、峠ごと移動となった。この際にそれまでは梨子峠と呼ばれていた峠を、地名より引用し中山峠と改名している。このような移動改名された峠は全国的にも非常に稀である。

## 道路状況
車両での通行が可能な峠である。上記した通り、トンネル開通に伴い峠を移動してきた経緯があるので現在でもトンネル自体が峠として機能している。片側1車線の確保された道路で、トンネル内では走行し難い箇所はない。しかし南越前町側の麓の道路は1.2から1.4車線程度の狭路であり、急勾配急カーブが続く険道区間がある。この区間は晴天の昼間でも木々が生い茂り薄暗く、冬季には雪が積もり他の道路が溶けていてもこの区間の雪は残っていることも多い。対して越前市側は峠を越えてすぐに湯谷集落に至り、道幅も片側1車線のまま勾配もフラットである。

## 峠へのアクセス
- 国道8号より
  - 国道8号 - 福井県道205号 - 福井県道206号 - 中山峠 - 国道305号
- 国道305号より
  - 国道305号 - 福井県道206号 - 中山峠 - 福井県道205号
- 福井県道19号より
  - 福井県道19号 - 福井県道206号 - 中山峠 - 国道305号